# Watsonius watsoni
Watsonius watsoni  (лат.) — вид дигенетических сосальщиков из семейства Gastrothylacidae. Паразиты приматов, распространённые в Африке и восточной Азии. Название виду и роду дано в честь Малколма Уотсона — британского врача, который впервые обнаружил червей при посмертном вскрытии жителя Нигерии.

## Строение
Особи гермафродитного поколения (мариты) достигают 8—10 мм в длину и 5 мм в ширину. Тело полупрозрачное, окрашено в красновато-жёлтый цвет. Крупная задняя присоска занимает субтерминальное положение.

## Жизненный цикл
Жизненный цикл вида практически не изучен. Проникновение в окончательного хозяина, по-видимому, происходит при употреблении в пищу растений, к поверхности которых водные личинки червей прикрепляются при инцистировании — стадия адолескарии.

## Круг хозяев и клиническая картина

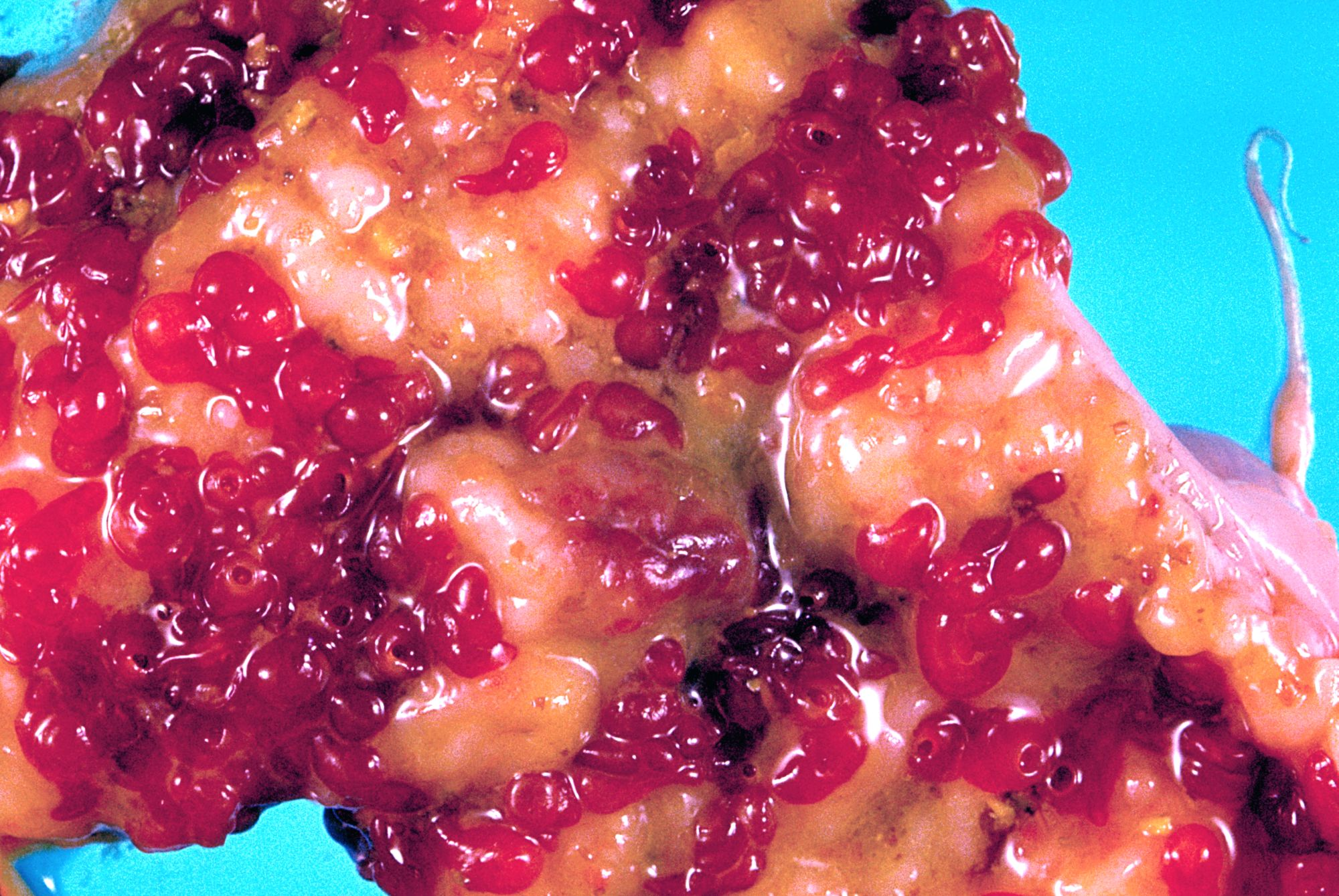
Воспаление прямой кишки макаки-резуса, вызванное Watsonius watsoni

В качестве окончательных хозяев Watsonius watsoni выступают некоторые виды приматов; зарегистрировано два случая заражения человека: в северной Нигерии и в Анголе. Паразиты вызывают у хозяев мукогеморрагическую диарею, гепатомегалию, асцит, а также заболевания мочевыделительной системы.